# William Ernest Shields
William Ernest Shields, kanadski letalski častnik, vojaški pilot in letalski as, * 15. oktober 1892, Lipton, Saskatchewan, † 1920.
Stotnik Shields je v svoji vojaški službi dosegel 24 zračnih zmag.

## Življenjepis
Med prvo svetovno vojno je bil sprva pripadnik Kraljevega letalskega korpusa, nato pa RAF.
Umrl je v letalski nesreči leta 1920.

## Odlikovanja
- Distinguished Service Cross (DSC) s ploščico